# Vár-patak
Vár-patak är ett vattendrag i Ungern.   Det ligger i provinsen Heves, i den centrala delen av landet, 80 km öster om huvudstaden Budapest.